# Santa Rosa del Abuná
Santa Rosa del Abuná (Kurzform: Santa Rosa) ist eine Siedlung im Departamento Pando im südamerikanischen Anden-Staat Bolivien.

## Lage im Nahraum
Santa Rosa del Abuná ist zentraler Ort des Municipio Santa Rosa del Abuná und Sitz der Verwaltung der Provinz Abuná. Die Ortschaft liegt auf einer Höhe von 141 m am rechten, südlichen Ufer des Río Abuná, nur etwa fünfzehn Kilometer von der bolivianischen Grenze mit Brasilien entfernt.

## Geographie
Santa Rosa del Abuná liegt im bolivianischen Tiefland im Einzugsbereich des Amazonas, mit dem es über den Río Beni verbunden ist. Die mittlere Jahrestemperatur der Region liegt bei 26,5 °C, der Jahresniederschlag beträgt 1800 mm. Die Monatsdurchschnittstemperaturen schwanken nur unwesentlich zwischen unter 25 °C im Juni und Juli und über 27 °C von Dezember bis März. Die kurze Trockenzeit von Juni bis August weist Monatsniederschläge von etwa 30 mm auf, die Niederschlags-Höchstwerte liegen bei über 200 mm von Dezember bis März.

## Verkehrsnetz
Santa Rosa del Abuná liegt in einer Entfernung von 211 Straßenkilometern östlich von Cobija, der Hauptstadt des Departamentos.
Von Cobija aus führt die 370 km lange Nationalstraße Ruta 13 in südlicher Richtung 33 Kilometer bis Porvenir, von dort weitere 103 Kilometer nach Nordosten Richtung Puerto Rico. Etwa dreißig Kilometer vor Puerto Rico biegt die Ruta 13 in südöstlicher Richtung ab, während die Straße nach Santa Rosa weiter nach Nordosten führt. Nach weiteren 75 Kilometern wird der Zielort Santa Rosa del Abuná am Río Abuná erreicht.

## Bevölkerung
Die Einwohnerzahl der Ortschaft ist in den vergangenen beiden Jahrzehnten auf das Doppelte angestiegen:
| Jahr | Einwohner | Quelle       |
| ---- | --------- | ------------ |
| 1992 | 113       | Volkszählung |
| 2001 | 134       | Volkszählung |
| 2012 | 232       | Volkszählung |
| 2024 |           | Volkszählung |

Die Landessprache Spanisch ist Hauptverkehrssprache in Santa Rosa. Auf Grund der Nähe zu Brasilien spricht ein Teil der Ortsbevölkerung jedoch Portugiesisch.